# 荀愷
荀愷（？—？），字茂伯（一作子舉），潁川潁陰人。曹魏及西晉人物。荀霬和南阳公主之子，為荀彧曾孫，曹操曾外孙，司马懿外孙。263年魏滅蜀之戰中，荀愷以護軍的身份（《三國演義》中以士兵的身份參戰）參加鎮西將軍鍾會的主力進入漢中，統兵一萬，圍攻蜀漢護軍蔣斌守衛的漢城。咸熙年間（264－265），實行開五等建，荀愷改封為南頓子。晉武帝時任侍中、鎮軍大將軍。後官位轉任尚書左僕射。
291年，晉惠帝加封荀愷為司隸校尉。時荀愷從兄去世，自表赴哀，詔聽之而未下。傅玄為此事而上表。

## 評論
- 驍騎將軍荀愷，智器明敏，其典宿衛，終不減濟。（《太平御覽》卷219〈啟事〉）